# Monophyllus redmani
Monophyllus redmani là một loài động vật có vú trong họ Dơi mũi lá, bộ Dơi. Loài này được Leach mô tả năm 1821.